# Prosthiostomum obscurum
Prosthiostomum obscurum is een platworm (Platyhelminthes). De worm is tweeslachtig. De soort leeft in het zoute water.
Het geslacht Prosthiostomum, waarin de platworm wordt geplaatst, wordt tot de familie Prosthiostomidae gerekend. De wetenschappelijke naam van de soort werd voor het eerst geldig gepubliceerd in 1855 door Stimpson.